# Cœurs solitaires (film)
Pour les articles homonymes, voir Cœurs solitaires.
Pour plus de détails, voir Fiche technique et Distribution.
Cœurs solitaires (Cuori solitari) est un drame psychologique italien réalisé par Franco Giraldi et sorti en 1970.

## Synopsis
Stefano et Giovanna, un couple de la classe supérieure, passent l'été dans leur petite maison au bord du lac de Côme. Le quotidien de l'architecte de 45 ans et de la jeune femme au foyer est monotone et ennuyeux. Un matin, un jeune couple a planté une tente sur leur terrain et se baigne nu dans le lac. La brève indignation de Stefano s'estompe rapidement au profit de l'intérêt qu'il porte à la jeune baigneuse. Il laisse le couple passer la nuit chez lui et laisse entendre qu'il serait intéressé par un échange de partenaires.
Il n'en sera rien, car les jeunes gens amoureux restent entre eux, tout en pratiquant sans complexe leur passionnante vie sexuelle. Le lendemain matin, ils ont disparu. Malgré le moralisme verbal de Stefano, il couche avec sa secrétaire. Face à Giovanna, il aborde de plus en plus souvent le sujet de l'échange de partenaires, sans qu'elle se défende de son attitude négative. Elle ne voit pas non plus d'un bon œil sa proposition de passer une annonce et de lire simplement les lettres reçues. En lisant les annonces chiffrées dans le journal, elle doit soudain en découvrir une derrière laquelle elle soupçonne Stefano. Il l'admet immédiatement. La lecture des lettres reçues permet au couple de passer une soirée amusante. Face à l'obsession de Stefano pour l'échange de partenaires, Giovanna finit par accepter. Le premier couple chez qui ils se rendent se révèle être âgé et disgracieux. Giovanna est prise d'un fou rire et ils repartent. Lorsque le deuxième couple vient leur rendre visite, Stefano se prend d'affection pour la femme, mais Giovanna trouve l'homme envahissant. Stefano se souvient alors de l'endroit où il a déjà vu la femme : sur une photo en tant que prostituée. Il soupçonne à juste titre une tentative d'escroquerie et l'homme s'enfuit avec la prostituée. Après une nouvelle visite infructueuse dans un club du Tessin, ils abandonnent.
Une occasion inattendue se présente plus tard, lorsqu'ils se font montrer un grand palazzo par un couple d'amis, Diego et Gabriella. Giovanna est séduite par le beau Diego, qui est cultivé. Pendant qu'il lui joue un morceau de Beethoven au piano, Gabriella se rend au lit avec Stefano dans une chambre à coucher. Mais lorsque le jeu de piano de Diego cesse soudainement, Stefano subit un blocage. Il court de chambre en chambre dans le palais, sans pouvoir trouver Giovanna. Au matin, elle apparaît devant lui avec le visage d'une femme qui vient de passer une excellente nuit. Il ne veut plus entendre parler d'échange de partenaires ; troublé, il lui demande de confirmer, sous serment, qu'il ne s'est rien passé pendant la nuit. Légèrement déconcertée, elle lui accorde le soutien demandé dans sa tentative de refouler la réalité.

## Fiche technique
- Titre français : Cœurs solitaires[1]
- Titre original italien : Cuori solitari[2]
- Réalisation : Franco Giraldi
- Scénario : Ruggero Maccari, Franco Giraldi
- Photographie : Dario Di Palma
- Montage : Franco Arcalli
- Musique : Luis Bacalov
- Décors : Maurizio Chiari (it)
- Production : Ugo Santalucia
- Société de production : Mega Film
- Pays de production :  Italie
- Langue originale : italien
- Format : couleurs - 1,85:1 - Son mono - 35 mm
- Genre : drame psychologique
- Durée : 121 minutes
- Dates de sortie : 
  - Italie : 22 janvier 1970

## Distribution
- Ugo Tognazzi : Stefano Nardini
- Senta Berger : Giovanna Nardini
- Carlo Hilpold : Victor
- Ann Lucinda Lorenz : Sonia
- Silvano Tranquilli : Diego
- Elena Persiani : Manuela
- Piero Mazzarella : Dino
- Clara Colosimo : Carla
- Gianna Serra : Gabriella, prostituée
- Mauro Bacchini : Marco
- Edda Di Benedetto : Elena
- Christopher Hodge : Walter

## Production
La villa du couple au bord du lac est située à Menaggio, dans la province de Côme, de même que la villa du riche ami du couple à Bellagio. L'entreprise du mari, le magasin de tapis et leur maison principale se trouvent à Bergame. La villa d'art nouveau du premier rendez-vous est située à Zanica.